# أليسون جولي (عالمة)
أليسون جولي (بالإنجليزية: Alison Jolly)‏ ولدت في 9 مايو 1937 وتوفيت في 6 فبراير 2014 كانت عالمة تمهيدية ، معروفة بدراساتها عن بيولوجيا الليمور. كتبت العديد من الكتب لكل من الجماهير الشعبية والعلمية وأجرت عملًا ميدانيًا موسعًا على الليمور في مدغشقر، في المقام الأول في محمية بيرنتي، وهي محمية خاصة صغيرة من غابات الرواق تقع في منطقة الصحراء شبه الجافة في أقصى جنوب مدغشقر.

## السيرة الذاتية
ولدت أليسون بيشوب في إيثاكا، نيويورك، وحصلت على درجة البكالوريوس من جامعة كورنيل، ودكتوراه من جامعة ييل. كانت باحثة في جمعية علم الحيوان في نيويورك، وجامعة كامبريدج، وجامعة ساسيكس، وجامعة روكفلر، وجامعة برينستون. في عام 1998 أصبحت مسؤولة عن وسام مدغشقر الوطني. في وقت وفاتها كانت عالمة زائرة في جامعة ساسكس.
تحت اسمها قبل الزواج، نشرت لأول مرة «السيطرة على اليد في الرئيسيات السفلى» في عام 1962. بدأت جولي في دراسة سلوك الليمور في برنتى في عام 1963 وكانت أول من اقترح هيمنة الإناث في مجتمع الرئيسيات. شجعت الدراسات الميدانية التي ساهمت في المعرفة بالحياة البرية في مدغشقر ونصحت العديد من الباحثين. أطلعت جين ويلسون وزملائها قبل حملتهم الأولى إلى مدغشقر في عام 1981. منذ عام 1990، عادت جولي لكل موسم ولادة لإجراء بحث بمساعدة الطلاب المتطوعين. ركزت على ديمغرافيا الليمور ذات الذيل الدائري، تتراوح، وخاصة السلوك بين القوات والسلوك الإقليمي، في سياق الاختلاف خمسة أضعاف في الكثافة السكانية من الأمام إلى الخلف للاحتياطي.

## روابط خارجية
- أليسون جولى على موقع IMDb (الإنجليزية)